# Siegfried Östreicher
Siegfried Östreicher (* 15. Mai 1919 in München; † 2003) war ein deutscher Architekt, der vor allem auf dem Gebiet Kirchenarchitektur wirkte.

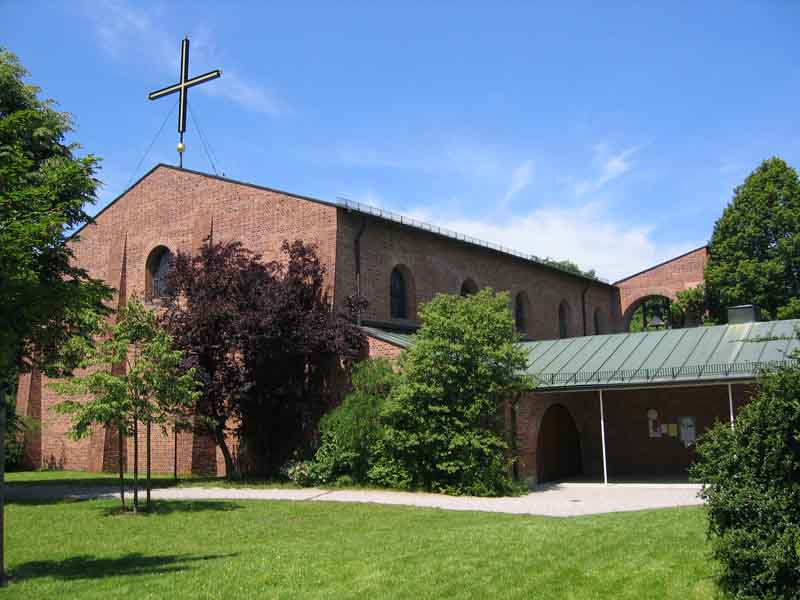
St. Laurentius, München

## Leben
Östreicher lernte an der Technischen Hochschule München, unter anderem in den 1930er Jahren bei German Bestelmeyer und Roderich Fick. 1939 schloss er das Studium als Dipl.-Ing. ab. Östreicher begann seine Berufslaufbahn in der Hochbauabteilung der Rhein-Main-Donau AG. Nach 1945 war er selbständiger Architekt. Zunächst in Schnaitsee und nach 1948 in München. Seine ersten Aufgaben betrafen Privatwohnhäuser.
Er etablierte sich in weiterer Folge als einer der führenden Kirchenbaumeister nach dem Zweiten Weltkrieg. Bekannt ist er bis heute durch seine Zusammenarbeit mit Emil Steffann, unter anderem bei der Münchener Kirche St. Laurentius (1955). Sein Erstlingswerk im Bereich des Kirchenbaus war der Bau der Kapelle der Oblatinnengemeinschaft Venio (Abtei Venio) in München-Nymphenburg (1951/53). Zusammen mit Raymund Thoma gestaltete er den Chor und die Altäre in der neugotischen Paulskirche in München.
Siegfried Östreicher verstarb im Jahr 2003.

## Charakteristische Merkmale seiner Werke
- offene Dachstühle
- Zeltdachform
- altbewährte Mauer- und Zimmermannstechniken (rau belassene Mauern z. B. aus Bruch- oder Ziegelsteinen)
- sichtbare Dachkonstruktionen
- einfache Baukörperformen
- abgestuftes Licht

## Bauten

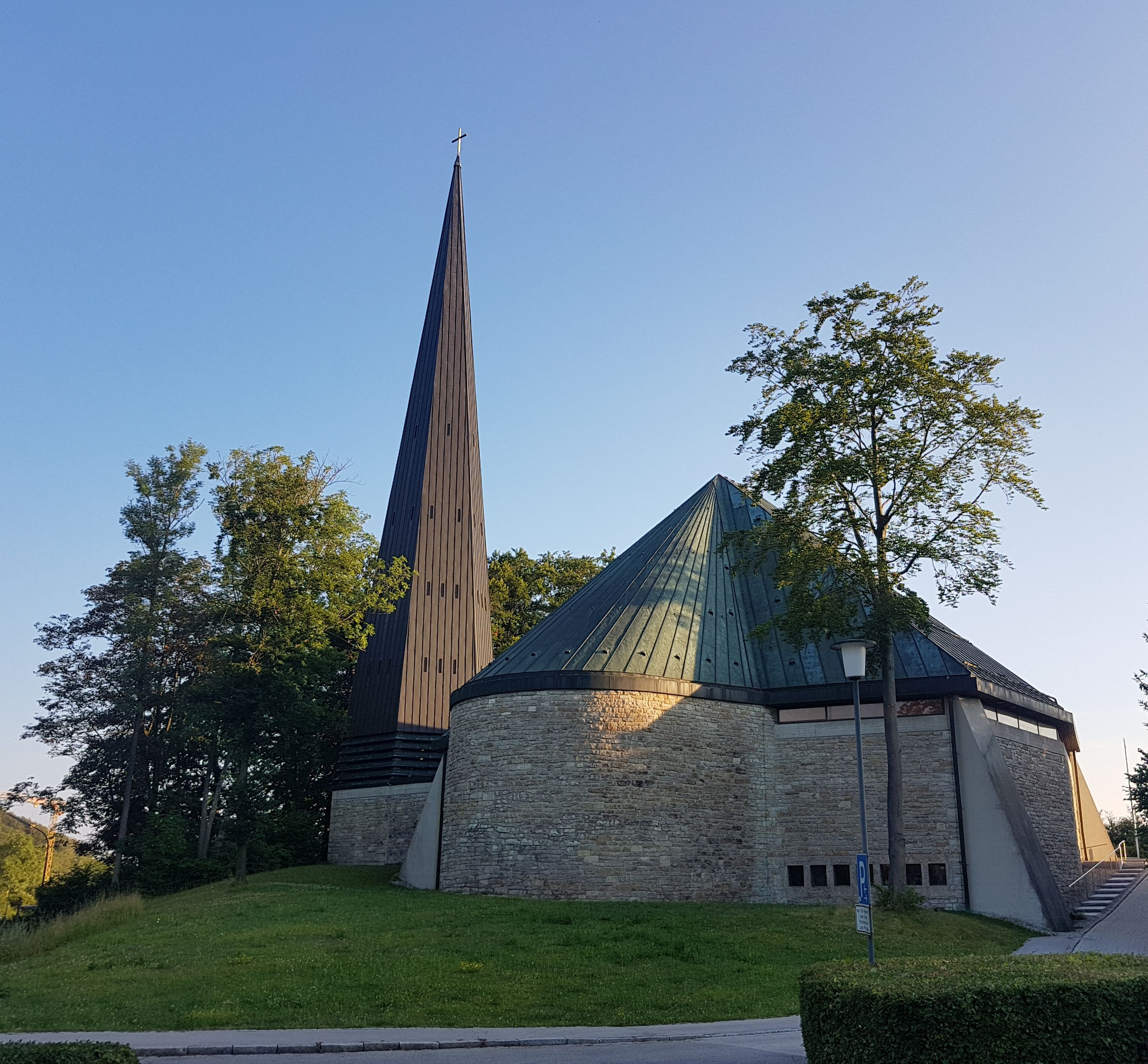
Pfarrkirche Zum Hl. Abendmahl, Steinebach

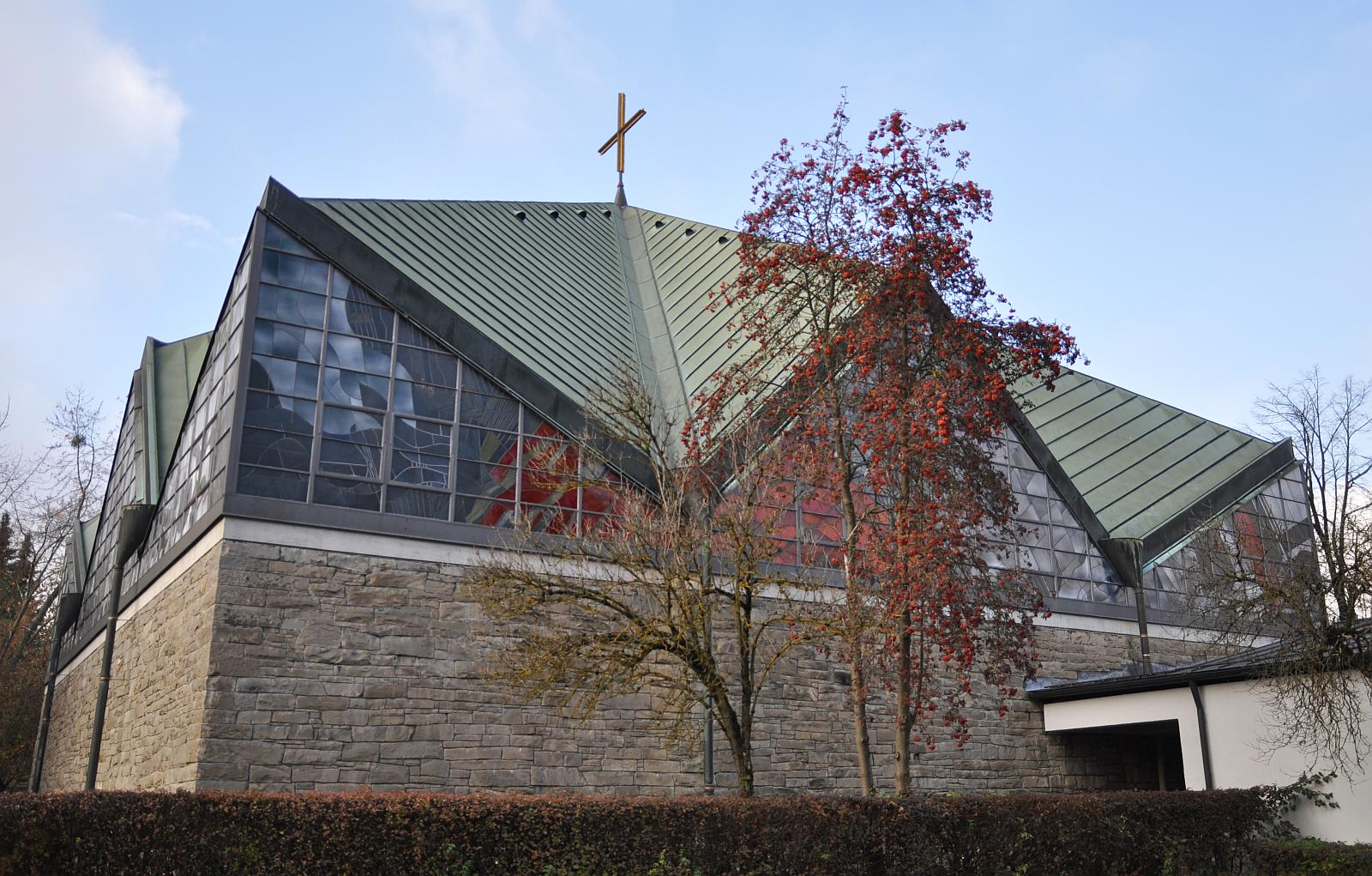
St. Hildegard, München

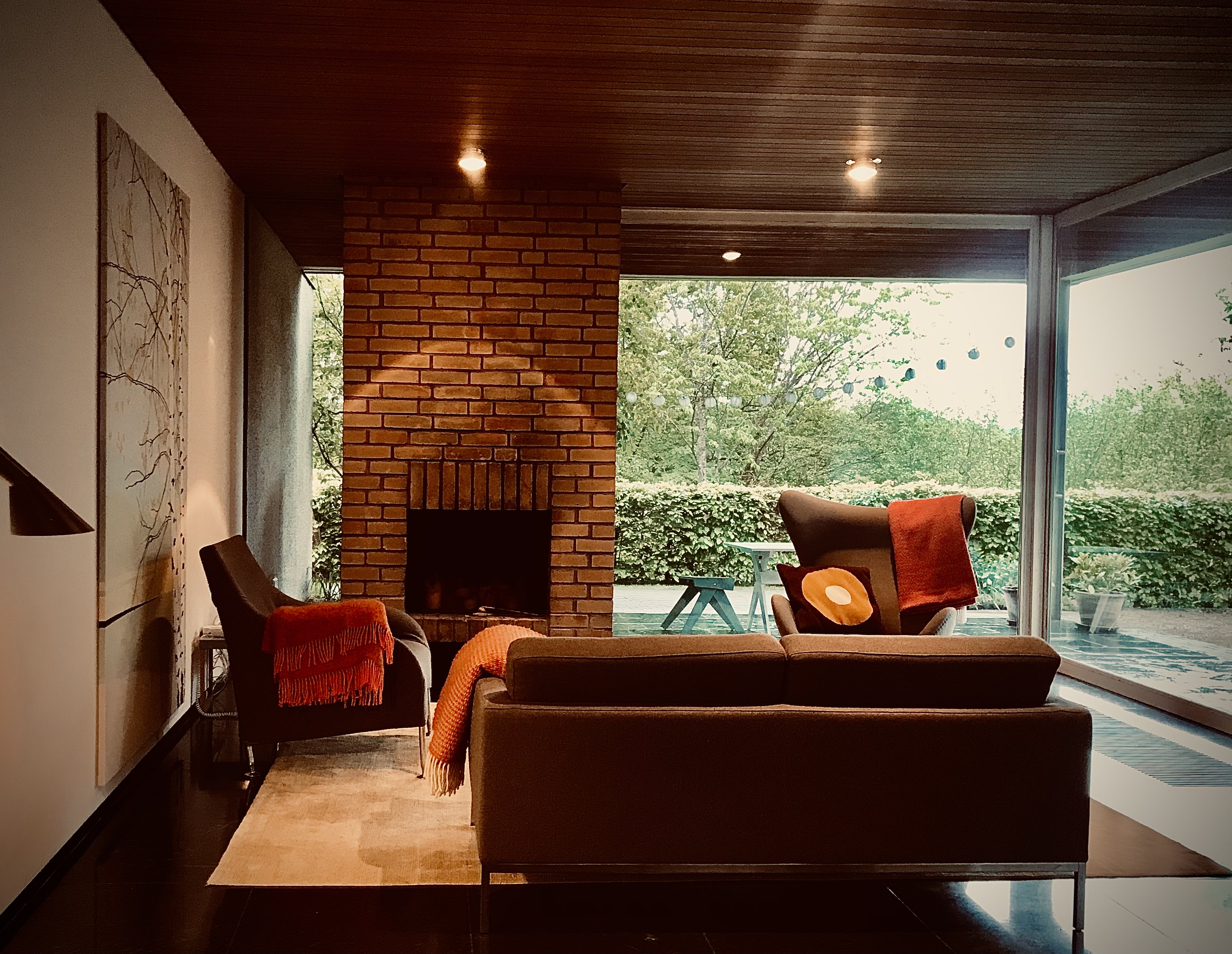
Wohnhaus Östreicher, Pullach i. Isartal

- 1951–1953: Kapelle in der Benediktinerinnenabtei Venio, Nymphenburg
- 1955: St. Laurentius, München mit Emil Steffann (unter Denkmalschutz)
- 1962: St. Hildegard, München-Pasing (unter Denkmalschutz)
- 1964: Pfarrkirche Zum Hl. Abendmahl, Steinebach am Wörthsee
- 1965: Renovierung der Kirche Leiden Christi, Obermenzing
- 1965: St. Konrad, Hacklberg
- 1967: Pfarrkirche Hl. Geist, Bad Füssing[3]
- 1967: St. Severin von Noricum, Garching bei München
- 1967: Wohnhaus Östreicher, Pullach i. Isartal
- 1970: Katholische Pfarrkirche Christkönig, Tiefenbach (unter Denkmalschutz)
- Paulskirche, München
- Landvolkhochschule, Steingaden